# アルベルト・ジラルディーノ
アルベルト・ジラルディーノ（Alberto Gilardino, 1982年7月5日 - ）は、イタリア・ピエモンテ州ビエッラ出身の元同国代表サッカー選手、現サッカー指導者。現役時代のポジションはフォワード。愛称は「ジラ」。

## 経歴

### クラブ
6歳で生まれ故郷のASコッサテーゼ1946の下部組織に入団。その後FCVビエッレーゼ＝ヴィリャーノの下部組織を経て、1997年にピアチェンツァ・カルチョに入団。2000年1月6日に17歳でトップチームデビュー。2000年3月25日、SSCヴェネツィア戦でプロ初ゴールを記録した。
2000年7月1日にピアチェンツァとの共同保有の条件でエラス・ヴェローナFCへ移籍。2002-03シーズンにはパルマFCへ移籍。当初は出番が少なかったが、2002-03シーズン終了後にアドリアーノ、アドリアン・ムトゥらが移籍した事で出場機会が増えた。2003-04シーズンには定位置を確保し23得点を記録、アンドリー・シェフチェンコに次ぐ得点ランキング2位（イタリア人では1位）という結果で終え、その知名度が一気に高まる。
2005年7月17日、ACミランに移籍。移籍当初は先発メンバーの座を奪取していた。しかし自身の伸び悩みやロナウドの加入、フィリッポ・インザーギの復活やアレシャンドレ・パトの台頭によって徐々に出場機会が減少。
2008年5月28日に、出場機会を求めてパルマ時代の恩師チェーザレ・プランデッリ監督が指揮するACFフィオレンティーナへの移籍が決定した。
移籍後初のシーズンとなった2008-09シーズンでは、相次ぐ主力の離脱に苦しむチームの中にありながらもリーグ戦19ゴールとチームを牽引し、チャンピオンズリーグ出場権獲得に大きく貢献した。また、この活躍やイタリア代表の監督にマルチェロ・リッピが再就任したこともあり代表にも復帰した。
2008年10月18日に行われたセリエA第7節レッジーナ戦に於いて、途中交代ながら2ゴールを決め、セリエA通算100ゴールを達成した。
2012年1月3日、ジェノアCFCに移籍。しかし14試合で4ゴールに留まり、クラブは最後まで残留争いに巻き込まれリーグ17位に終わった。2012年8月31日、マルコ・ボリエッロの加入に伴いマルコ・ディ・ヴァイオの後釜としてボローニャFCにレンタル移籍。
2014年7月11日、広州恒大足球倶楽部に移籍した。背番号は38番を着用。
2015年1月26日、買い取りオプション付きレンタルで古巣のフィオレンティーナに復帰。レンタル期間は2015年6月までとなっていた。シーズンを終えオプションは行使されず広州恒大にも復帰しなかったが、2015年8月27日にUSチッタ・ディ・パレルモへ移籍することを発表した。
2016年7月7日にエンポリFCへ加入したが、スタメン出場は5試合で無得点と苦戦。翌年1月9日にクラブとの契約を解除し、シーズン後半はセリエA最下位に沈むデルフィーノ・ペスカーラ1936でプレーした。
2017-18シーズンはヴェネツィアFC移籍の噂もあったが無所属のまま開幕を迎える。2017年10月3日、セリエBのスペツィア・カルチョとの契約が発表された。13試合6得点を記録したが、シーズン終了後に1年間残っていた契約を解除。2018年9月に現役を引退した。

### 代表
2004年のUEFA U-21欧州選手権ではダニエレ・デ・ロッシらとともに出場して優勝し、大会最優秀選手に輝いた。
同年のアテネオリンピックでは4得点を挙げ、U-23イタリア代表の銅メダル獲得に貢献した。この大会でイタリア代表はグループステージで日本代表と戦ったことから、日本におけるジラルディーノの存在が知れ渡ることになった。大会直前に、中村俊輔（当時セリエA・レッジーナ・カルチョ所属）が「イタリアのオリンピック代表チームで一番注意しなくてはいけないのはジラルディーノ」と断言したことも、その名前が日本に浸透する一因となった。
2004年8月30日にはイタリア代表に初選出され、9月4日のノルウェー戦（パレルモ）で代表デビューを飾った。同年10月13日、ベラルーシ戦で代表初ゴールを記録した。
2006 FIFAワールドカップでは5試合に出場し1得点1アシストを記録、チームの24年振りのワールドカップ優勝に貢献した。
EURO2008には前述の所属クラブのACミランでの不調により、メンバーには選出されなかった。
2009年10月10日のW杯予選・アイルランド戦において試合終了間際の同点ゴールでチームのW杯出場を決めると、続く10月14日のキプロス戦では2点リードされた状態から3ゴールを決め逆転に貢献。代表では自身初のハットトリックを達成した。
2010 FIFAワールドカップ本大会では2試合に先発出場するも得点を挙げることができず、チームもグループリーグで大会を去ることとなった。

## 指導歴
2018年9月27日、UEFAのA級ライセンスを取得。10月7日、セリエDに所属するSDLレッツァートACのアシスタントコーチ及びテクニカルディレクターに就任した。
2022-23シーズンからジェノアのプリマヴェーラの監督に就任。2022年12月6日、トップチームの監督のアレクサンダー・ブレシンが成績不振で解任されたことに伴い、トップチームの暫定監督を務めることになり、2023年1月3日は正式に監督就任。監督就任後は14勝6分け1敗で勝ち点を積み重ね2位フィニッシュで、1シーズンでのセリエA復帰に導いた。
2023-24シーズンはセリエA復帰1年目で11位と健闘したものの、翌2024-25シーズンは低迷し、2024年11月19日に解任された。
2025年6月26日、セリエAに昇格したピサSCの監督に2年契約（+1年オプション付き）で就任した。

## エピソード
- ヴェローナへ移籍した当時はまだ高校の最終学年であったが、サッカーと学業を両立させ、生物と科学の学位免状を取得している。
- 18歳の時に友人2人とドライブ中に交通事故を起こし女性を怪我させたが、ジラルディーノ本人が見舞いに通い続け、2人は大の親友になったという。
- ACミランではアンドレア・ピルロやアレッサンドロ・ネスタと仲が良く、一緒にプレイステーションで遊んでいた。
- ジラルディーノが生まれた1982年7月5日は、W杯スペイン大会でイタリア代表が優勝候補のブラジル代表に勝利した日という運命的な日でもある。この試合でハットトリックを達成したパオロ・ロッシの異名に準えて、ジラルディーノを「神の子の系譜」と評する声もあった。
- イタリアのブランド「ITALIANDANDY」のブランドキャラクター兼デザインディレクターを務めている。
- 2008年に長女が誕生している。

## 個人成績
| 1999-00 | ピアチェンツァ     |          | セリエA | 17   | 3    | 0  | 0  | 17  | 3   |
| 2000-01 | ピアチェンツァ     |          | セリエB | 0    | 0    | 3  | 2  | 3   | 2   |
| 2000-01 | ヴェローナ         | 30       | セリエA | 22+2 | 3+0  | 0  | 0  | 24  | 3   |
| 2001-02 | ヴェローナ         | 9        | セリエA | 17   | 2    | 2  | 1  | 19  | 3   |
| 2002-03 | パルマ             | 18       | セリエA | 24   | 4    | 2  | 1  | 26  | 5   |
| 2003-04 | パルマ             | 11       | セリエA | 34   | 23   | 2  | 0  | 36  | 23  |
| 2004-05 | パルマ             | 11       | セリエA | 38+1 | 23+1 | 1  | 0  | 40  | 24  |
| 2005-06 | ミラン             | 11       | セリエA | 34   | 17   | 3  | 2  | 37  | 19  |
| 2006-07 | ミラン             | 11       | セリエA | 30   | 12   | 4  | 2  | 34  | 14  |
| 2007-08 | ミラン             | 11       | セリエA | 30   | 7    | 1  | 0  | 31  | 7   |
| 2008-09 | フィオレンティーナ | 11       | セリエA | 35   | 19   | 1  | 0  | 36  | 19  |
| 2009-10 | フィオレンティーナ | 11       | セリエA | 36   | 15   | 3  | 0  | 39  | 15  |
| 2010-11 | フィオレンティーナ | 11       | セリエA | 35   | 12   | 1  | 0  | 36  | 12  |
| 2011-12 | フィオレンティーナ | 11       | セリエA | 12   | 2    | 1  | 1  | 13  | 3   |
| 2011-12 | ジェノア           | 82       | セリエA | 14   | 4    | 0  | 0  | 14  | 0   |
| 2012-13 | ジェノア           | 82       | セリエA | 0    | 0    | 1  | 1  | 1   | 1   |
| 2012-13 | ボローニャ         | 10       | セリエA | 36   | 13   | 1  | 0  | 37  | 13  |
| 2013-14 | ジェノア           |          | セリエA | 36   | 15   | 1  | 1  | 37  | 15  |
| 2014    | 広州恒大           |          | 超級    | 14   | 5    | 1  | 1  | 15  | 6   |
| 2014-15 | フィオレンティーナ |          | セリエA | 14   | 4    | 0  | 0  | 14  | 4   |
| 2015-16 | パレルモ           | 11       | セリエA | 33   | 10   | 1  | 1  | 34  | 11  |
| 2016-17 | エンポリ           |          | セリエA | 3    | 0    | 0  | 0  | 3   | 0   |
| 2017-18 | スペツィア         |          | セリエB | 16   | 6    | 0  | 0  | 16  | 6   |
| 通算    | イタリア           | イタリア | セリエA | 514  | 188  | 27 | 11 | 541 | 199 |
| 通算    | イタリア           | イタリア | セリエB | 16   | 6    | 3  | 2  | 19  | 8   |
| 通算    | 中国               | 中国     | 超級    | 14   | 5    | 1  | 1  | 15  | 6   |
| 総通算  | 総通算             | 総通算   | 総通算  | 544  | 199  | 31 | 14 | 575 | 213 |

## 代表歴

### 出場大会
- イタリア代表
  - 2006 FIFAワールドカップ
  - 2010 FIFAワールドカップ

### 試合数
- 国際Aマッチ 57試合 19得点（2004年-2013年）[16]

| イタリア代表 | 国際Aマッチ | 国際Aマッチ |
| 年           | 出場        | 得点        |
| ------------ | ----------- | ----------- |
| 2004         | 4           | 1           |
| 2005         | 8           | 4           |
| 2006         | 11          | 4           |
| 2007         | 2           | 0           |
| 2008         | 5           | 1           |
| 2009         | 9           | 6           |
| 2010         | 6           | 1           |
| 2011         | 2           | 0           |
| 2012         | 0           | 0           |
| 2013         | 10          | 2           |
| 通算         | 57          | 19          |

### 得点
| #   | 日時           | 場所                 | 対戦相手         | スコア | 最終結果 | 大会                        |
| --- | -------------- | -------------------- | ---------------- | ------ | -------- | --------------------------- |
| 1.  | 2004年10月13日 | パルマ               | ベラルーシ       | 4–3    | Win      | 2006 FIFAワールドカップ予選 |
| 2.  | 2005年2月9日   | カリャリ             | ロシア           | 2–0    | Win      | 親善試合                    |
| 3.  | 2005年8月17日  | ダブリン             | アイルランド     | 1–2    | Win      | 親善試合                    |
| 4.  | 2005年10月12日 | レッチェ             | モルドバ         | 2–1    | Win      | 2006 FIFAワールドカップ予選 |
| 5.  | 2005年11月12日 | アムステルダム       | オランダ         | 1–3    | Win      | 親善試合                    |
| 6.  | 2006年3月1日   | フィレンツェ         | ドイツ           | 4–1    | Win      | 親善試合                    |
| 7.  | 2006年4月30日  | ジュネーブ           | スイス           | 1–1    | Draw     | 親善試合                    |
| 8.  | 2006年6月17日  | カイザースラウテルン | アメリカ合衆国   | 1–1    | Draw     | 2006 FIFAワールドカップ     |
| 9.  | 2006年9月6日   | サンドニ             | フランス         | 1–3    | Lose     | UEFA EURO 2008予選          |
| 10. | 2008年8月20日  | ニース               | オーストリア     | 2–2    | Draw     | 親善試合                    |
| 11. | 2009年6月10日  | プレトリア           | ニュージーランド | 4–3    | Win      | 親善試合                    |
| 12. | 2009年6月10日  | プレトリア           | ニュージーランド | 4–3    | Win      | 親善試合                    |
| 13. | 2009年10月10日 | ダブリン             | アイルランド     | 2–2    | Draw     | 2010 FIFAワールドカップ予選 |
| 14. | 2009年10月14日 | パルマ               | キプロス         | 1–2    | Win      | 2010 FIFAワールドカップ予選 |
| 15. | 2009年10月14日 | パルマ               | キプロス         | 2–2    | Win      | 2010 FIFAワールドカップ予選 |
| 16. | 2009年10月14日 | パルマ               | キプロス         | 3–2    | Win      | 2010 FIFAワールドカップ予選 |
| 17. | 2010年9月7日   | フィレンツェ         | フェロー諸島     | 1-0    | Win      | UEFA EURO 2012予選          |
| 18. | 2013年5月31日  | ボローニャ           | サンマリノ       | 2-0    | Win      | 親善試合                    |
| 19. | 2013年9月6日   | パレルモ             | ブルガリア       | 1-0    | Win      | 2014 FIFAワールドカップ予選 |

## タイトル

### クラブ
ミラン
- UEFAチャンピオンズリーグ : 2006-07
- UEFAスーパーカップ : 2007
- FIFAクラブワールドカップ : 2007

広州恒大
- 中国サッカー・スーパーリーグ : 2014

### 代表
- FIFAワールドカップ : 2006
- UEFA U-21欧州選手権 : 2004

### 個人
- セリエA最優秀サッカー選手賞 : 2005
- イタリア人サッカー選手賞 : 2005
- セリエA若手サッカー選手賞 : 2004